# Вила Пополо (Терамо)
Вила Пополо је насеље у Италији у округу Терамо, региону Абруцо.
Према процени из 2011. у насељу је живело 30 становника. Насеље се налази на надморској висини од 590 м.